# Rissoella caribaea
Rissoella caribaea är en snäckart som beskrevs av Alfred Rehder 1943. Rissoella caribaea ingår i släktet Rissoella och familjen Rissoellidae. Inga underarter finns listade i Catalogue of Life.